# غوستاف مولاندر
غوستاف مولاندر (بالسويدية: Gustaf Molander)‏ (و. 1888 – 1973 م) هو مخرج أفلام، وممثل، وكاتب سيناريو، وممثل مسرحي، ومخرج سويدي، ولد في هلسنكي، توفي في ستوكهولم، عن عمر يناهز 85 عاماً.

## وصلات خارجية
- غوستاف مولاندر على موقع IMDb (الإنجليزية)
- غوستاف مولاندر على موقع ألو سيني (الفرنسية)
- غوستاف مولاندر على موقع تيرنر كلاسيك موفيز (الإنجليزية)
- غوستاف مولاندر على موقع أول موفي (الإنجليزية)
- غوستاف مولاندر على موقع قاعدة بيانات الأفلام السويدية (السويدية)
- غوستاف مولاندر على موقع قاعدة بيانات الفيلم (الإنجليزية)
- غوستاف مولاندر على موقع كينوبويسك (الروسية)